# Bewitched (película de 2005)
Bewitched es una comedia de fantasía producida en el 2005 por Columbia Pictures y es inspirada en la clásica serie de televisión del mismo nombre (producido por Columbia's Screen Gems, ahora Sony Pictures Television). El estreno de la película en los Estados Unidos y en Canadá fue el 24 de junio de 2005. Fue escrita, producida y dirigida por Nora Ephron , en la película figuran como coestrellas Nicole Kidman y Will Ferrell. Fue evaluada PG-13 en los EE. UU., y PG en el Reino Unido y Australia. La película se comenzó a filmar en 2004 y fue terminada a principios de 2005. 
De acuerdo con la productora, el lanzamiento fue programado originalmente para julio, pero en lugar de ello, se lanzó el 24 de junio de 2005.

## Argumento
La película no es una adaptación de la serie de televisión, más bien es un homenaje. Se trata de una bruja llamada Isabel Bigelow (Nicole Kidman) que quiere renunciar a la magia y tener una vida normal, a pesar de las advertencias de la amante del padre de ella (Michael Caine), que le dice que no puede vivir sin la magia. Ella conoce una estrella de cine (cuya carrera está en descenso), que se llama Jack Wyatt (Ferrell), quien busca una actriz de televisión desconocida que interprete el papel de bruja (y su esposa) en una serie de televisión, la cual es una adaptación moderna de la serie de televisión Hechizada. Jack busca una actriz desconocida para el sobresalir en su papel en la serie y triunfar como estrella. El agente de Jack (Jason Schwartzman) es también parte de este plan.
Cuando ella se vuelve más popular que el, sin querer le quita la oportunidad de sobresalir como estrella y esto hace que el decida quitar el papel de la bruja para que la serie se enfoque totalmente en él. Isabel se enfurece al enterarse y con mucha rabia le dice que es un idiota. Las fuertes palabras, extrañamente suficientes para él, hacen que Jack se dé cuenta de las cosas que estaba haciendo ya que era la primera vez que alguien se lo hacía ver (su exesposa simplemente lo dejaba fuera de la casa). A raíz de esto él le empieza a dar a ella un mejor rol en la serie y los dos lentamente comienzan a enamorarse mientras disfrutan grabando la serie de televisión
Con el tiempo Isabel se comienza a preocupar porque le ha escondido su verdadera identidad a Jack, y por esto le enseña sus poderes. Él se pone histérico por sus poderes supernaturales y a raíz de esto se separan. Devastada, Isabel decide regresar a sus casa, donde el Tío Arthur le dice a Jack que una vez ella regrese a su casa, se debe quedar por 100 años. Jack se da cuenta de que ama a Isabel de verdad y la trata de buscar antes de que ella se vaya para su casa. Para su sorpresa, él la encuentra en el estudio de sonido de la serie, lo cual ella considera su "casa". Jack le propone matrimonio y ella acepta. Antes de que ella acepte, descubre que no se tiene que quedar 100 años en su casa antes de regresar. Mientras tanto los "espíritus" de la anterior serie Hechizada ayudan para que esta pareja termine junta igual que la serie original de televisión. La casa en donde Isabel y Jack finalmente deciden vivir tiene el número "1164" como un recuerdo de la casa original de la serie original de Televisión Sus nuevos vecinos también son los mismos que los de la serie.

## Reparto
- Nicole Kidman como Isabel Bigelow / Samantha Stevens.
- Will Ferrell como Jack Wyatt / Darrin Stevens.
- Shirley MacLaine como Iris Smythson / Endora.
- Michael Caine como Nigel Bigelow.
- Jason Schwartzman como Ritchie.
- Kristin Chenoweth como Maria Kelly.
- Michael Badalucco como Joey Props.
- Steve Carell como Tío Arthur.
- Amy Sedaris como Gladys Kravitz.
- Richard Kind como Abner Kravitz.
- Stephen Colbert como Stu Robison.
- David Alan Grier como Jim Fields.
- Ed McMahon como Él mismo.
- Conan O'Brien como Él mismo.
- James Lipton como Él mismo.
- Nick Lachey como Soldado de Vietnam.

## Producción
Antes de que Nicole Kidman fuera elegida para el papel de Isabel, fueron consideradas Jennifer Aniston, Jennifer Love Hewitt, Gwyneth Paltrow, Cameron Diaz y Alicia Silverstone. Jim Carrey iba a interpretar a Jack Wyatt / Darrin Stephens, pero tuvo que cancelar su actuación por otros compromisos.
Amy Sedaris aparece al final de la película como una vecina llamada Gladys Kravitz, la tercera actriz para desempeñar este personaje. 
Kristin Chenoweth se formó en la "Buena Glinda la Bruja 'en función de Wicked, el éxito musical de Broadway acerca de los primeros años de las brujas de Oz en el 2003. Después de ver actuar a Chenoweth, Nicole Kidman recomendò a Nora Ephron, y posteriormente fue contratada como Isabel la mejor amiga, Maria Kelly. 
La película tuvo una notoria posproducción. Un número de retomas fueron hechas, muchas de las cuales fueron utilizados, el guion fue reescrito durante la producción y el final fue cambiado después de la producción quedó terminada, resultando esto en más retomas.

## Recepción
La película fue polémica para los críticos, aunque en todo el mundo obtuvo un ingreso de taquilla de US$131.413.159. El total de taquillas en EE. UU. fue de US$63.313.159 con las organizaciones internacionales en US$68.100.000. 
El emparejamiento de Nicole Kidman y Will Ferrell ganó un Razzie Award por "las peores Screen Couple" en una película de 2005.

## DVD
El DVD fue lanzado el 25 de octubre de 2005 por Columbia TriStar. El DVD incluye escenas eliminadas, varias tomas de cortometrajes, un juego de trivia y un comentario del director (Audio).

### Versión Estándar
- Bewitched (Special Edition)
- Fecha de Lanzamiento: 25 de octubre de 2005
- Formato: DVD
- Tiempo: 102 min.
- Calificación: PG13
- Características del DVD:

1. Escenas Editadas
2. Un Hehizo de Casting: Haciendo Bewitched
3. Fotos de la Estrellas
4. Porque Amo a Bewitched
5. Comentario del Director Nora Ephron sobre el audio
6. Visión de Bruja Trvia Track
7. Bewitched Juego Trivia
8. Previews

- Detalles DVD:

1. Estudio: Columbia
2. CC: Inglés (US)
3. Subtítulos: Inglés (US), Francés (Parisian)
4. Color/B&W: Color

### Edición Especial Japonesa Limitada
- Fecha de Lanzamiento: 1 de diciembre de 2005
- Formato: DVD
- Duración: 102 min.
- Calificación: PG13
- Detalles:

Se estrenó en Japón en muchas ediciones. Incluye 1, 2 y 3 discos de edición, con el paquete especial.